# Rhinolophus celebensis
Rhinolophus celebensis — вид рукокрилих родини Підковикові (Rhinolophidae).

## Поширення
Країни проживання: Індонезія. Населяє первинні та вторинні ліси, і є одним з видів печерного проживання колоніями до кількох сотень особин.

## Загрози та охорона
Немає серйозних загроз для цього виду, хоча вирубка лісів через лісозаготівлі й сільськогосподарський розвиток, а також видобуток вапняків може бути локалізованими загрозами. Цей вид зустрічається в деяких охоронних територіях.